# Tomasz Kępiński
Tomasz Kępiński (ur. 9 czerwca 1965 w Łodzi) – magister sztuki, aktor, reżyser, artysta konceptualny, dziennikarz, analityk rynku mediowego, menedżer, lobbysta, doradca public affairs. Oblat benedyktyński .

## Życiorys
Jest absolwentem (1987) Państwowej Wyższej Szkoły Filmowej, Telewizyjnej i Teatralnej w Łodzi (dyplom – 1989).
Występował m.in. w filmach i spektaklach: M. Dejczera Dzieci śmieci (opieka artystyczna K. Kieślowski, 1986), Pogrzeb lwa (reż. J. Rutkiewicz, 1986), Jak wam się podoba (reż. P. Cieślak, 1986), Pantarej (reż. K. Sowiński, 1987), Wesele (reż. A. Hanuszkiewicz, 1987), Sen nocy letniej (reż. J. Machulski, 1988), Trzy dni bez wyroku (reż. W. Wójcik, 1991). Był asystentem A. Hanuszkiewicza przy Weselu S. Wyspiańskiego (1987). Reżyserował dramaty Samuela Becketta: Katastrofa (1989), Przychodzić i odchodzić (1989), Impromptu „Ohio” (1991), Końcówka (1994).
Współzałożyciel Teatru Becketta (1989–1994), Radia Emaus w Łodzi (1994–1998). Współpracownik TVP (1996–1998). Członek Komisji ds. Apostolstwa Świeckich III Synodu Archidiecezji łódzkiej (1996–1998).
Doradca biskupa Jana Chrapka ds. powołania w Toruniu radia diecezjalnego (1998–1999), dyrektor artystyczny Międzynarodowego Ekumenicznego Festiwalu Muzyki Chrześcijańskiej „Song of Songs Festival” w Toruniu (1999–2003). W tym czasie był również konsultantem projektu artystycznego „sandwich”. W latach 2003–2004 doradca Stowarzyszenia Ekologicznego „Tilia” przy projekcie zagospodarowania toruńskiej Barbarki. W 2004 roku doradzał polskim firmom zaangażowanym w odbudowę Iraku.
Był ponadto: dyrektorem Radia Plus w Łodzi (2004–2005); szefem działu public relations tygodnika „Ozon” (2005–2006); koordynatorem podkomisji ds. mediów Międzyresortowego Zespołu ds. Polonii przy Premierze RP (2006–2007). Prowadził również zawodową działalność lobbingową (2007–2009), był wiceprezesem Fundacji Nowe Media (2008–2009) i doradcą public affairs (do 2019). 
Od roku 2020 pod pseudonimem artystycznym Thomas Kempinski uprawia sztukę konceptualną. Jest dyrektorem artystycznym Centrum Sztuki Konceptualnej (Conceptual Art Center - CAC) Łódź Fabryczna, które należy do Gallery Climate Coalition (GCC). Od 2022 roku jest członkiem zarządu Fundacji Kultury i Dialogu "Dante", od roku 2024 jest również członkiem The Samuel Beckett Society .    

## Filmografia
- 1991: Trzy dni bez wyroku (porucznik Rzepecki „Ministrant”), reż. W. Wójcik;
- 1989: Dała życie, reż. M. Warsińska;
- 1987: Wesele (Pan Młody), asystent reżysera, reż. A. Hanuszkiewicz;
- 1987: Pantarej (Zito), reż. K. Sowiński;
- 1987: Karuzela, karuzela, reż. Ł. Karwowski;
- 1986: Pogrzeb lwa (Józuś Potapczuk), reż. J. Rutkiewicz;
- 1986: Dzieci śmieci (Cygan), reż. M. Dejczer;
- 1985: Pogo, reż. J. Wdowicki;
- 1985: Ryszard i Anioł (Ryszard), reż. M. Szelachowski;
- 1985: Dziadek i wnuk (Wnuk), reż. R. Mierzejewski;
- 1985: O Starym, reż. W. Molski;
- 1985: Cosi Fan Tutte, reż. M. Trznadel;
- 1984: Ćwiczenie operatorskie, reż. J. Wdowicki;
- 1983: Werter (Werter), reż. B. Pawica.

Źródło: Filmpolski.pl.